# 穆紹
穆 紹（ぼく しょう、481年 - 531年）は、北魏の官僚。字は永業。本貫は河南郡洛陽県。

## 経歴
穆亮の子として生まれた。9歳で員外郎の位を受け、東宮で侍学し、太子舎人に任じられた。11歳のときに、琅邪長公主を妻に迎え、駙馬都尉・散騎侍郎の位を受け、京兆王元愉の下で文学をつとめた。宣武帝の初年、通直散騎常侍の位を受け、高陽王元雍の下で友となった。502年（景明3年）、父が死去すると、頓丘郡開国公の爵位を嗣ぎ、散騎常侍の位を受け、主衣都統を兼ねた。秘書監・侍中・金紫光禄大夫・光禄卿に転じ、さらに衛将軍・太常卿となった。まもなく使持節・都督冀瀛二州諸軍事・衛将軍・冀州刺史に任じられたが、老母のために固辞して、勅命にさからったかどで免官された。後に中書令に任じられ、七兵尚書に転じ、殿中尚書となった。母が死去したため、辞職して喪に服した。衛大将軍・左光禄大夫・中書監として再起し、再び侍中となり、本邑中正を兼ねた。
525年（孝昌元年）、霊太后は元叉からの兵権の剥奪を計画していたが、実行をためらっていた。穆紹はその計画に積極的に賛成して後押しし、功績により特進を加えられた。穆紹は元順とともに宮中での宿直の任をつとめていたが、元順と対立して辞職し、家に帰った。車騎大将軍・開府・定州刺史に任じられたが、固辞して受けなかった。またも侍中に任じられたが、病と称して出仕しなかった。528年（建義元年）、河陰の変が起こったが、穆紹は官にいなかったために害を免れた。
孝荘帝が即位すると、穆紹は爾朱栄に召し出された。邙山で爾朱栄と面会したが、拱手拝礼しなかった。孝荘帝が洛陽に入ると、穆紹は尚書令・司空公に任じられ、爵位は王に進められ、侍中の任を加えられた。爾朱栄が葛栄討伐の軍を起こすと、上党王元天穆が先鋒として懐県に進軍し、楊椿が右軍を率い、穆紹は後軍を率いることとなった。出立する前に葛栄が捕らえられたため、取りやめられた。まもなく王から再び公に降格された。529年（永安2年）、元顥が洛陽に入ると、穆紹は兗州刺史に任じられた。東郡まで赴いたところ、元顥が敗北したため、再び孝荘帝に帰順した。
531年（普泰元年）、都督青斉兗光四州諸軍事・驃騎大将軍・開府・青州刺史に任じられたが、赴任しなかった。9月13日、洛陽の修政郷文華里で死去した。享年は51。侍中・都督冀相殷三州諸軍事・大将軍・尚書令・太保・冀州刺史の位を追贈された。諡は文献といった。

## 子女
- 穆長嵩（字は子岳、通直郎、散騎常侍、頓丘郡開国公、鎮東将軍・光禄少卿、東魏の興和年間に死去）
- 穆巖（次子、給事中）

## 伝記資料
- 『魏書』巻27 列伝第15
- 『北史』巻20 列伝第8
- 侍中尚書令太保使持節都督冀相殷三州諸軍事大将軍冀州刺史司空穆公墓誌銘（穆紹墓誌）